# Ghada Amer

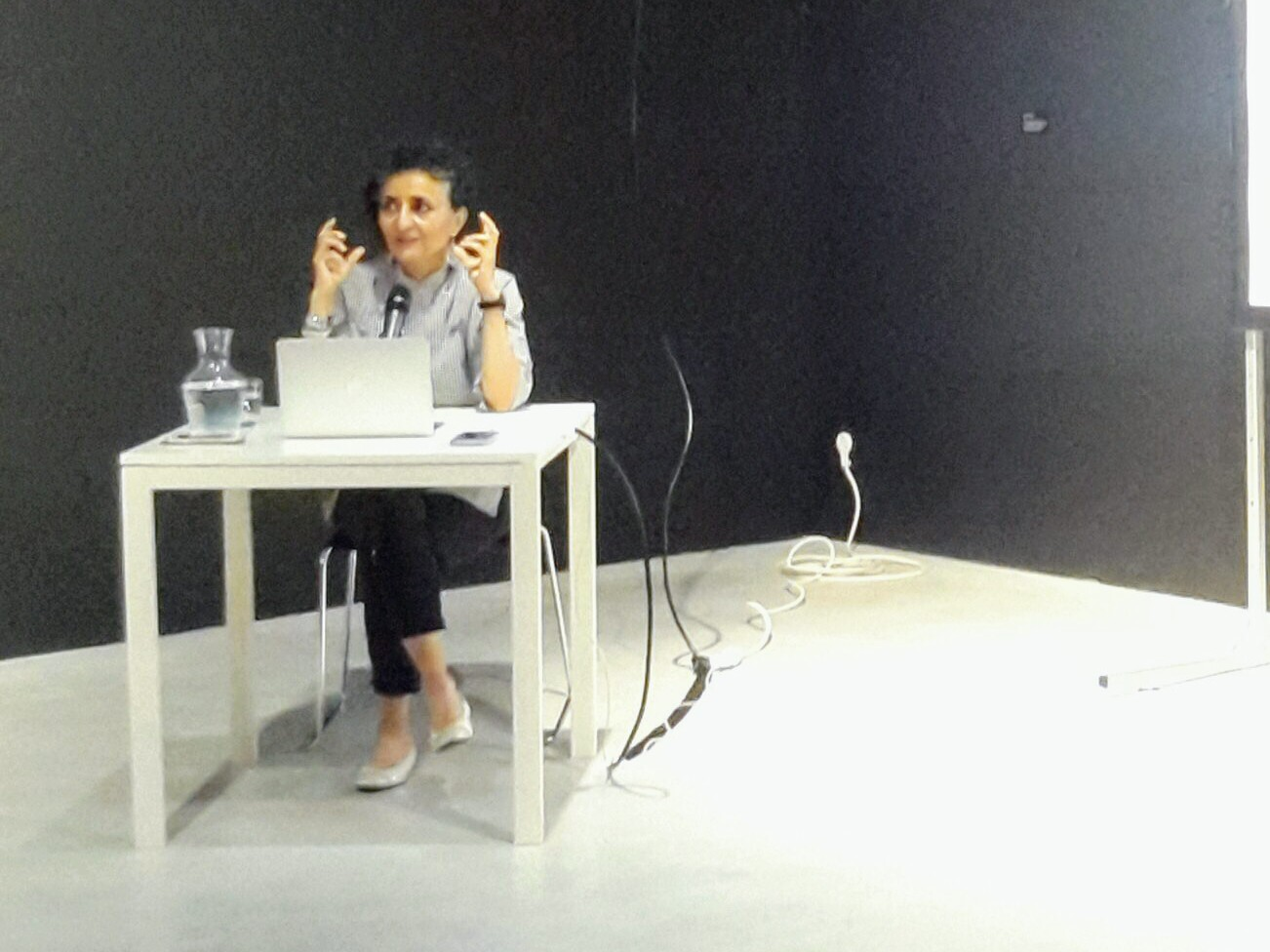
Ghada Amer spricht über ihre Arbeit im CCCOD, Tours, Frankreich (3. Juni 2018)

Ghada Amer (arabisch غادة عامر, DMG Ġāda ʿĀmir; * 1963 in Kairo) ist eine ägyptische Künstlerin. Sie arbeitet mit verschiedenen Kunstgattungen, die Bandbreite reicht von u. a. Malerei, Skulpturen bis zu Performances. Ihr zentrales Thema ist das Naturell der Frau, ihre Gleichstellung und die weibliche Sexualität, auch unter dem Gesichtspunkt von Ost und West. Internationale Bekanntheit erlangte Ghada Amer Mitte der 1990er-Jahre mit erotischen Frauenmotiven, die sie auf ihre Gemälde stickte.

## Leben
Ghada Amer wurde als eine von vier Töchtern in Kairo geboren und verbrachte dort ihre frühe Kindheit. Ihre Mutter und Großmutter nähten viel, was Amer als Künstlerin später beeinflussen sollte. Sie entstammt einem sehr religiösen Haushalt. Die Mutter findet Amers sexuelle Sujets anstößig. Ihr Vater war im diplomatischen Dienst. Dadurch war es der Familie möglich, unter dem restriktiven Regime ins Ausland zu reisen, was Amer als Privileg erkannte. Die Familie reiste international, oft nach Marokko und Libyen. An die Kriege mit Israel in den Jahren 1967 und 1973, die sie in Kairo erlebte, hat sie schlimme Erinnerungen. Als Amer 11 Jahre alt war, zogen sie nach Frankreich, zunächst nach Nizza, später nach Paris. Durch ihre Position als Außenseiterin in der westlichen Welt, begann sie früh, sich mit ihrer kulturellen Identität auseinanderzusetzen. In ihre Heimatstadt Kairo sollte sie erst ein Jahrzehnt später zurückkehren.
Ihre Eltern waren sehr streng und stellten hohe Ansprüche an die schulische Ausbildung ihrer Kinder. Zu malen war eine Belohnung, die Amer nur nach den Hausaufgaben erlaubt war. Mit 16 Jahren beendete sie die Schule. Sie fiel in eine Depression, weil sie sich noch nicht für ein Studium bereit fühlte und zudem nicht wusste, für welche Richtung sie sich entscheiden sollte. Das Zeichnen half ihr während der depressiven Phase. Ihre Eltern wünschten, dass sie Medizin studierte, Amer entschied sich dann für Mathematik, was sie jedoch nicht schaffte. Mehr durch Zufall wurde sie auf eine Kunstschule aufmerksam, bestand allerdings die Aufnahmeprüfung nicht und studierte Englisch und Deutsch.
Schlussendlich zog es sie doch zur Kunst und 1986 erwarb sie einen Bachelor in Malerei an der École nationale supérieure d’art de Nice in Nizza. Sie erzählt in der Retrospektive, dass sie sich wohl für die Kunst entschied, weil das die einzige Domäne war, in der sich ihr gebildeter Vater nicht auskannte.  Im Folgejahr 1987 besuchte sie die School of the Museum of Fine Arts in Boston. 1989 erwarb sie abschließend einen Master of Fine Arts an der Schule in Nizza. Es folgten Studien an dem Pariser Institut des Hautes Études en Arts Plastiques (IHEAP) im Jahr 1991. Ein Umzug erfolgte 1996 nach New York City, wo sie heute noch lebt und arbeitet. Sie war, so erzählt sie, von der Prüderie in den USA schockiert.

## Werk
“I want to be known as a British male artist or an American white male artist, because they get a lot of attention. They don’t have shows like ‘Women Artists in the 21st Century’.”

„Ich möchte so bekannt sein, wie ein männlicher, britischer Künstler oder ein amerikanischer, weißer, männlicher Künstler, weil sie viel Aufmerksamkeit bekommen. Die müssen keine Ausstellungen machen wie ‚Künstlerinnen im 21. Jahrhundert‘.“

Amer bezeichnet sich als Malerin, auch wenn sie ihre Stärke eigentlich im Zeichnen sieht. Sie beschreibt das tägliche Malen als Gebet und Meditation, wenngleich nicht in muslimischer, sondern in der Sufi Tradition. Ghada Amer drückt ihre Kunst in den unterschiedlichsten Materialien und Techniken aus. Sie arbeitet überwiegend mit den Mitteln der Malerei, bezieht aber auch Zeichnung, Textilien, Stickerei, Bildhauerei, Keramik, Bronze Skulpturen, Performance und Installation in ihre Arbeit ein. In ihrer Wahl der Arbeitstechniken legt sie oftmals den Fokus auf vermeintliche Frauenarbeitsmittel, wie beispielsweise Keramik und Stickerei. Sie erklärt ihre Vielfältigkeit so: „Jedes Medium, das ich erkunde, bringt eine neue Dimension in meine Arbeit. Jedes Medium bringt einen dazu, anders zu denken und einen neuen Zugang einzuschlagen.“ (Ghada Amer: frei übersetzt) Seit den 1990ern drückt sie sich auch in Gartengestaltung aus. Dort arbeitet sie mit Buchstaben und Symbolen aus Naturmaterialien. Sie hat den eigenen Anspruch, dass ihre Kunstwerke "schön" sein sollen. Man sieht ihrer Kunst nicht an, dass sie von einer muslimischen Frau stammt.
Die despektierliche Haltung des Westens ärgerte sie, wenn er die Kunst des Orients als rein dekorativ betitelte, während er sein eigenes Schaffen als Kunst darstelle. Kategorien wie "weibliche Künstler" oder "muslimische Künstler" lehnt sie ab, weil sie Gruppen und Ausgrenzungen schafften, wo keine seien. Auch dass Malerei als einzig wahre Form der Kunst zu sehen sei, empört sie. Aus dieser Entrüstung zieht sie die Kraft zu arbeiten:

“Rage is my artistic fuel.”

„Wut ist mein künstlerischer Treibstoff.“

Seit 2000 arbeitet Amer auch mit Reza Farkhondeh zusammen. Für ungefähr fünf Jahre veröffentlichten sie ihre gemeinsamen Werke unter dem Label RFGA, der eine scherzhafte Anspielung an eine geheime, militärische Organisation sein sollte. Mittlerweile signieren sie beide mit Echtnamen.

### Feminismus
Bereits nach der Kunstschule handelten ihre Arbeiten von Liebe und von Frauen, allerdings noch ohne sexuelle Darstellungen. Amer schärfte den Fokus ihrer Arbeiten als junge Künstlerin bei einem Besuch in ihrer Heimatstadt Kairo. Nachdem Präsident Anwar as-Sadat ermordet worden war, herrschte dort zunehmend der Islam. Die realistische Abbildung des menschlichen Körpers war verboten, weil der Künstler dadurch die Rolle Gottes einnehme. Diese implizierte Imitation der Schöpfung empfindet Amer als interessantes Konzept. Das Schönheitsbild und die Rolle der Frau wurden im Land vermehrt unterdrückt. Verschleierte Frauen wurden in den Medien propagiert. Werbung großer Modehäuser wurde dementsprechend retuschiert. Amer faszinierte diese Manipulation. Sie entschied sich für eine eindeutig feminine Kunst und wählte die „weibliche“ Technik des Stickens. Sie wollte, dass die Fäden aussehen wie Farbe. Amer begann mit Abbildungen von Frauen aus Zeitschriften zu arbeiten und verband Malerei mit Textilkunst. Aus ihrer ersten Periode 1991/92 stammt in diesem Zusammenhang das Werk Five Women at Work. Figürliche Stickerei beschreibt hier die Frau im häuslichen Umfeld. Amer stickte auch Texte der arabischen Kultur. So verwendet sie beispielsweise alle Passagen des Koran, die mit Frauen zu tun haben in ihrem Werk Private Rooms (1998).

“I never thought it was fair that anatomy decided what my brain was fit for.”

„Ich habe es nie als fair erachtet, dass die Anatomie darüber entscheidet, wofür mein Gehirn geschaffen sein soll.“

Ihre weiblichen Akte, die sie mit unterschiedlichen Techniken darstellt, ähneln oft den gängigen Schönheitsidealen der Modeindustrie. Sie posen in aufreizenden, manchmal sogar expliziten Stellungen. Das pornographisch anmutende Werk soll auf die Unterdrückung von Frauen hinweisen und beleuchtet die weibliche Sexualität aus einem feministischen Blickwinkel. Für die pornographischen Darstellungen benutzt Amer die Stereotype weißer, westlicher Frauen als Vorbild, weil die alle Frauengruppen in sich vereine. Amer begreift ihre Auseinandersetzung mit Liebe und Sexualität auch als Akt der Rebellion gegen ihr Elternhaus, in dem diese Themen tabuisiert wurden. Sie sagt, dass sie ihre Bilder mit schmerzhafter Intimität betrachtet. Sie hätte ihre Sexualität nämlich lieber ausgelebt, anstatt sie in Bildern zu verarbeiten. Auf der Leinwand herunterhängende Fäden spielen mit diesen Clichés, bilden Haare oder halbtransparente Vorhänge. Amer beschreibt es auch so, dass sie „viel Faden haben muss, so dass ich tropfen kann. [...] Das ist mein (Jackson) Pollock.“ (Ghada Amer: )

### Material Ton
Seit 2014 arbeitet die Künstlerin mit Ton, was sie später als ihre zweite Liebe bezeichnen sollte, nach der Malerei. Sie erachtet Ton nicht als zerbrechlich, sondern als eines der stärksten Materialien, die der Mensch erschaffen hat. Nicht umsonst gäbe es Tonzeugnisse aus prähistorischen Zeiten. In ihrem Studium Ende der 80er Jahre entschied sie sich noch gegen Keramik, weil sie Töpferei damals für "uncool" hielt – so 2017 wörtlich. 2008 wollte sich Amer dann mit dem Medium Ton auseinandersetzen, fand jedoch keinen Ort, an dem sie hätte experimentieren können. Daher begann sie skulpturales Arbeiten mit Harz, Stahl und Bronze. Zunächst formte sie Ton-Modelle für ihre Stahlskulpturen, doch das frustrierte sie bald. Sie entwickelte sich weiter in eine freiere Formensprache. Ihre Liebe zur Bildhauerei wuchs seit 2010 an. Sie begann mit abstrakten farbigen Ton-Skulpturen mit groben Konturen. Bei einem Aufenthalt am Greenwich House Pottery in New York von 2014 bis 2017 erweiterte sich der Stil zu aufrechtstehenden Tonplatten mit Frauenmotiven. 2017 arbeitete sie im John Michael Kohler Arts Center in Wisconsin, USA. Sie arbeitete 2018 außerdem im Studio Cerámica Suro in Mexiko. Bei der Erstellung von Skulpturen betrachtet sie ihre geringe Körpergröße und mangelnde Muskelstärke als Nachteil, weil sie immer Hilfe braucht, wenn „man etwas machen möchte, was größer ist, als eine Schüssel.“ (Ghada Amer: Interview 2017)

### Deutung
Die Arbeit mit Gegensätzen bestimmt Ghada Amers Œuvre. Sie erforscht als Künstlerin immer wieder aufs Neue die Dichotomien der sich ständig im Wandel befindlichen Welt. Amer nimmt traditionelle Vorstellungen von kultureller Identität und religiösem Fundamentalismus auf, um sie dann ins Gegenteil zu verkehren. Sie konfrontiert Feindseligkeit und Endgültigkeit mit den Emotionen Sehnsucht und Liebe.
Amers Arbeit wird als ein moderner Blick auf den weiblichen Akt gewertet. Antrieb ihrer Arbeit sei ein Verlangen, das nie gestillt werden könne. Indem sie explizite sexuelle Handlungen mit der Zartheit von Nadel und Faden darstellt, erlange das Werk eine Zärtlichkeit, die eine objektive Betrachtung nicht mehr erlaube. Andere Stimmen werfen ihr vor, da sie Bilder aus Pornos verwendet, sie mache Frauen zu Objekten. Amer widerspricht diesen Vorwürfen mit ihrem Standpunkt, dass Frauen stolz darauf sein sollten, sexuelle Wesen zu sein. Sexualität liege im Naturell des Menschen.

“I believe that all women should like their bodies and use them as tools of seduction.”

„Ich denke, alle Frauen sollten ihren Körper mögen und als Mittel zur Verführung nutzen.“

## Ausstellungen (Auswahl)

### Einzelausstellungen
- 1998 hat Amer zum ersten Mal in Ägypten ausgestellt, was eine starke politische Aussage hatte. Es war eine emotional intensive und auch mit Scham besetzte Situation, weil das Publikum von ihrem Werk peinlich berührt war.[3]
- 2008: Ghada Amer: Love Has No End, Brooklyn Museum of Modern Art, USA
- 2011: Ghada Amer: 100 Words of Love, Cheim & Read Gallery, New York, USA
- 2012: Ghada Amer, Musee d’Art Contemporain de Montreal, Montreal, Kanada
- 2013: Référence à Elle, Kukje Gallery, Seoul, Korea

Quelle:

### Gruppenausstellungen
- 1995: 4. Biennale Istanbul
- 1999: 48. Biennale Venedig[14]
- 2000: 5. Biennale Lyon[14]
- 2002: Ghada Amer – Wim Delvoye – Liza Lou, Museum Kunstpalast, Düsseldorf
- 2004: Africa Remix, Museum Kunstpalast, Düsseldorf[14]
- 2005: Africa Remix, Centre Pompidou, Paris
- 2005: 51. Biennale Venedig[14]
- 2006: Without Boundary: Seventeen Ways of Looking, Museum of Modern Art, New York[14]
- 2007: Global Feminisms, Brooklyn Museum of Modern Art[14]
- 2010: elles@centrepompidou, Centre Pompidou, Paris
- 2014: Die Göttliche Komödie. Himmel, Hölle, Fegefeuer aus der Sicht afrikanischer Künstler. Museum für Moderne Kunst, Frankfurt am Main[15][14]

### Gärten
- 2000: Women’s Qualities, Metropolitan Museum of Pusan, Südkorea
- 2003: Love Grave, Indianapolis Museum of Art, USA
- 2005: Happily Ever After, Queens Museum of Art, New York, USA

Quelle: